# Montségur-sur-Lauzon
Montségur-sur-Lauzon ist eine französische Gemeinde mit 1371 Einwohnern (Stand 1. Januar 2022) im Département Drôme in der Region Auvergne-Rhône-Alpes; sie gehört zum Arrondissement Nyons und zum Kanton Grignan. Die Gemeinde hieß früher Saint-Raphaël.

## Geographie
Der Ort liegt im Rhonetal und am Fluss Lauzon.
Nachbargemeinden von Montségur-sur-Lauzon sind La Baume-de-Transit, Solérieux, Richerenches (Vaucluse), Chamaret und Chantemerle-lès-Grignan. Das Gemeindegebiet wird vom Fluss Lauzon durchquert, der nördlich von Bollène in den Canal de Donzère-Mondragon und somit in die Rhône mündet.

## Bevölkerungsentwicklung
| Jahr                       | 1962 | 1968 | 1975 | 1982 | 1990 | 1999 | 2009 | 2016 |
| -------------------------- | ---- | ---- | ---- | ---- | ---- | ---- | ---- | ---- |
| Einwohner                  | 634  | 654  | 767  | 925  | 987  | 1029 | 1152 | 1291 |
| Quellen: Cassini und INSEE |      |      |      |      |      |      |      |      |

## Sehenswürdigkeiten
- Ruine der Burg und Reste der Stadtbefestigung
- Das Dorf hat vier Kapellen, darunter die auf dem Burgberg befindliche Kapelle Saint-Félix (Monument historique), die spätromanische Kapelle Les Barquets, die Kapelle Saint-Claude und die Kapelle Saint-Jean.

## Weblinks

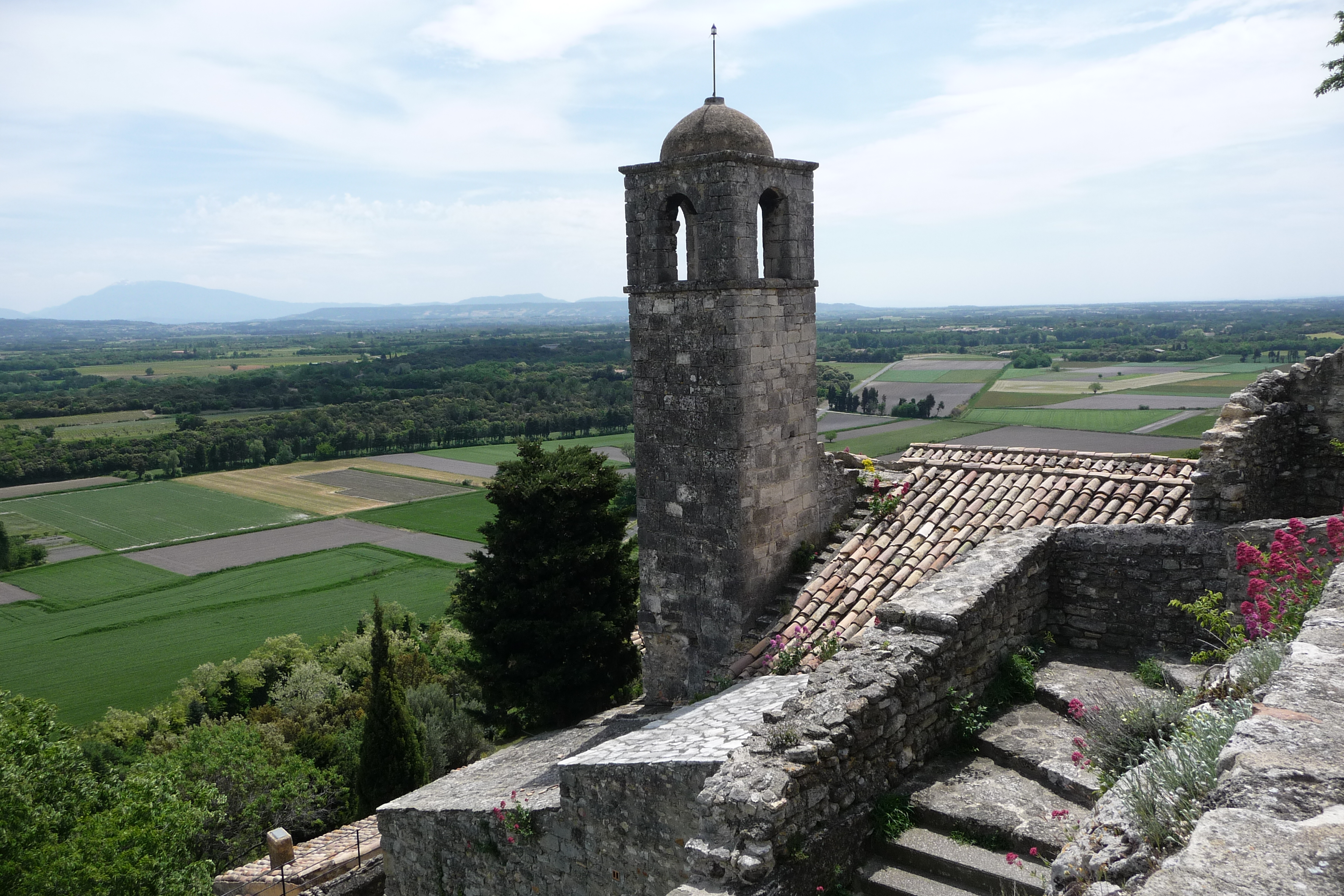
Rundblick Montsegur-sur-Lauzon